# Janni Hönscheid
Janna „Janni“ Hönscheid (* 24. August 1990 auf Sylt; bürgerlich Janna Kusmagk) ist eine deutsche Surferin. Sie wurde 2013 Deutsche Meisterin im Wellenreiten sowohl auf dem Short- als auch auf dem Longboard.

## Karriere
Hönscheid wuchs mit zwei älteren Schwestern, ebenfalls Surferinnen, auf Fuerteventura auf. Sie surft, motiviert durch ihren Vater, den Windsurfer Jürgen Hönscheid, seit ihrem zehnten Lebensjahr. Ein Studium nahm sie trotz Einser-Abitur nicht auf, um sich ihrer Surf-Karriere zu widmen. Seit 2008 nimmt sie an professionellen Wettbewerben teil. Ihr bislang größter sportlicher Erfolg war der Gewinn der Deutschen Meisterschaft sowohl auf dem Short- als auch auf dem Longboard im Jahre 2013. Neben dem Wellenreiten betreibt sie Windsurfen und Stand Up Paddling.
Um ihren Surfsport zu finanzieren, arbeitet Hönscheid nebenher als Motivationstrainerin und Model. In der August-Ausgabe 2014 des deutschen Playboy-Magazins war sie auf dem Titelbild sowie mit einer erotischen Bilderstrecke zu sehen.
Im November 2016 nahm sie an der Tanzshow Deutschland tanzt (ProSieben) teil.

## Privatleben
Seit Juni 2016 ist Hönscheid mit dem deutschen Fernsehmoderator Peer Kusmagk liiert, den sie bei den Dreharbeiten für die RTL-Reality-Show Adam sucht Eva – Promis im Paradies kennenlernte. Anfang August 2017 bekam das Paar einen Sohn, kurz zuvor hatte es geheiratet. Die Schwangerschaft wurde in dem auf RTL II ausgestrahlten vierteiligen Reality-Format Janni & Peer... und ein Baby! dokumentiert.
Im Juli 2019 wurde eine Tochter geboren. Im September 2021 kam ihr drittes Kind, ein Sohn, auf die Welt.

## Soziales Engagement
Ihre Bekanntheit nutzt Hönscheid, um sich für den Umweltschutz zu engagieren. So setzte sie sich erfolgreich gegen ein Projekt der spanischen Ölindustrie vor der Küste der Kanarischen Inseln ein.